# 680 Genoveva
680 Genoveva eller 1909 GW är en asteroid i huvudbältet, som upptäcktes 22 april 1909 av den tyska astronomen August Kopff i Heidelberg. Den är uppkallad efter Genoveva, huvudkaraktär i operan Genoveva.
Asteroiden har en diameter på ungefär 83 kilometer.